# Roberto (Pindorama)
Roberto é um distrito do município brasileiro de Pindorama, no interior do estado de São Paulo.

## História

### Formação administrativa
- Distrito policial de Vila Robert criado em 30/03/1926 no município de Itajobi[3].
- Distrito criado pelo Decreto nº 6.638 de 31/08/1934[4].
- O Decreto nº 9.775 de 30/11/1938 altera a denominação para Vila Roberto[5].
- O Decreto nº 11.069 de 04/05/1940 altera a denominação para Roberto[6].
- O Decreto-Lei nº 14.334 de 30/11/1944 transfere o distrito para o município de Pindorama[7].

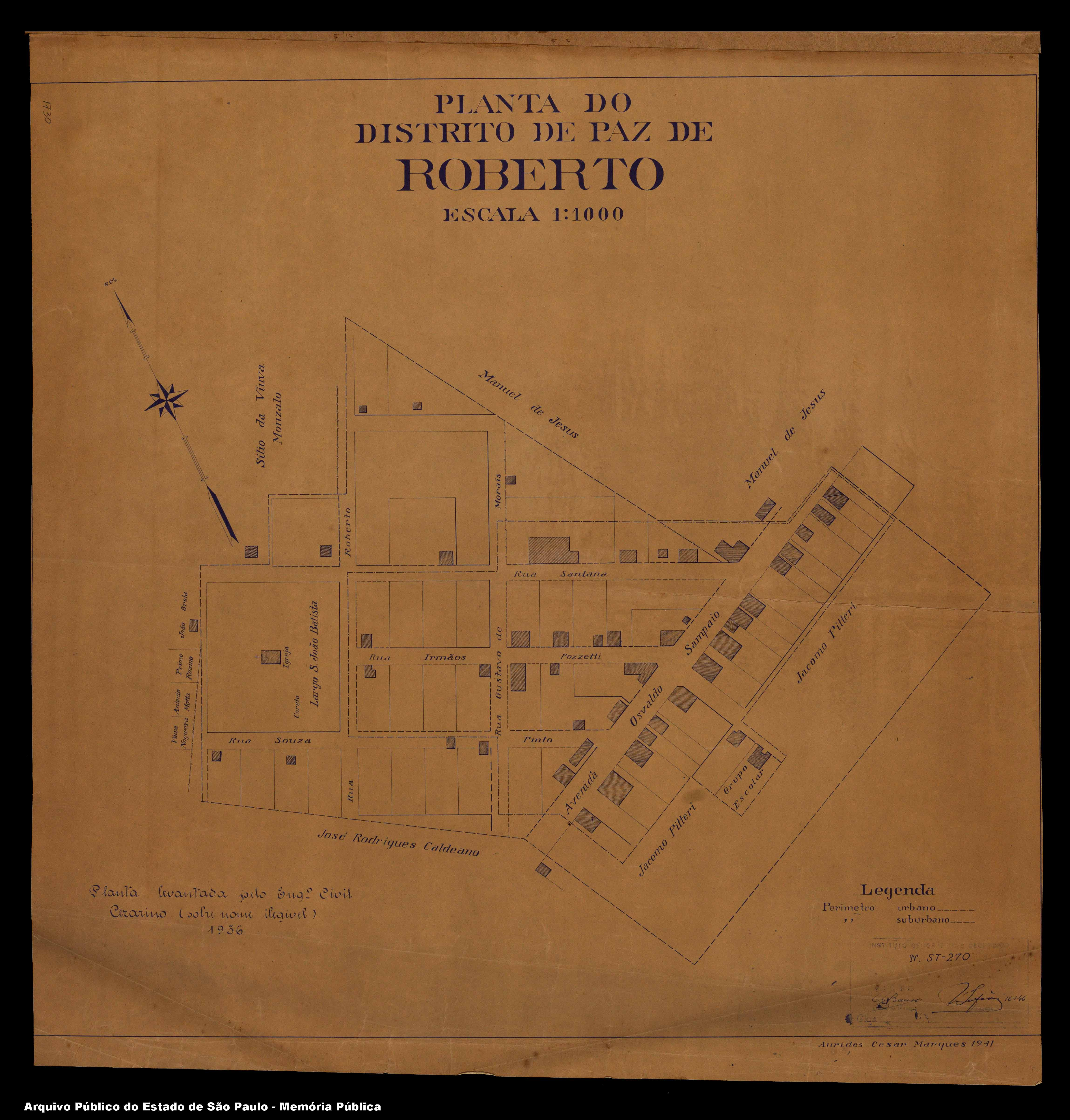
Planta da área urbana original.

### Pedido de emancipação
O distrito tentou a emancipação político-administrativa e ser elevado à município, através de processo que deu entrada na Assembléia Legislativa do Estado de São Paulo no ano de 1994, mas como não atendia os requisitos necessários exigidos por lei para tal finalidade o processo foi arquivado.

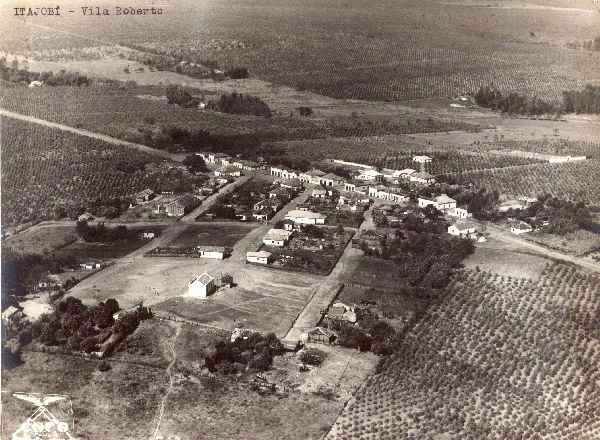
Vista aérea (década de 40).

## Geografia

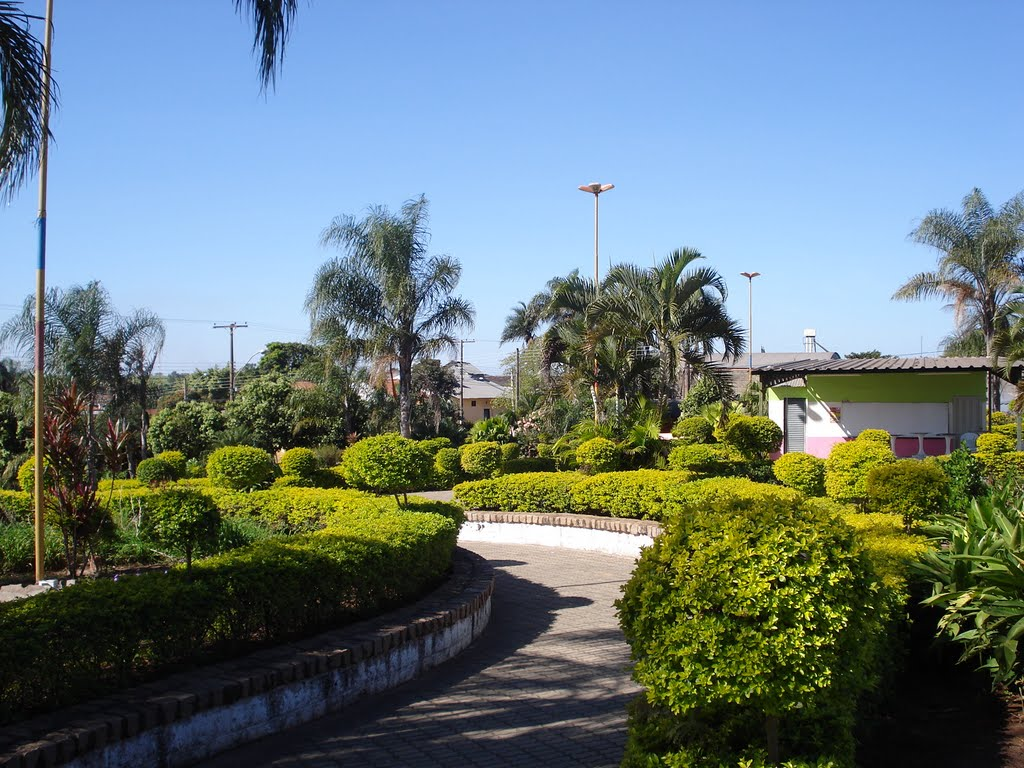
Praça.

### Demografia

#### População urbana
| Crescimento população urbana | Crescimento população urbana | Crescimento população urbana | Crescimento população urbana |
| Censo                        | Pop.                         |                              | %±                           |
| ---------------------------- | ---------------------------- | ---------------------------- | ---------------------------- |
| 1934                         | 228                          |                              |                              |
| 1940                         | 277                          |                              | 21,5%                        |
| 1950                         | 261                          |                              | −5,8%                        |
| 1960                         | 367                          |                              | 40,6%                        |
| 1970                         | 465                          |                              | 26,7%                        |
| 1980                         | 631                          |                              | 35,7%                        |
| 1991                         | 1 406                        |                              | 122,8%                       |
| 2000                         | 1 829                        |                              | 30,1%                        |
| 2010                         | 1 897                        |                              | 3,7%                         |
| Fonte: IBGE e Fundação SEADE |                              |                              |                              |

#### População total
Pelo Censo 2010 (IBGE) a população total do distrito era de 2 074 habitantes.

### Área territorial
A área territorial do distrito é de 25,486 km².

### Rodovias
O distrito localiza-se às margens da estrada vicinal que tem início na Rodovia Washington Luís (SP-310) na cidade de Pindorama e termina na Rodovia Cezário José de Castilho (SP-321) na cidade de Itajobi.

## Serviços públicos

### Registro civil
Atualmente é feito na sede do município, pois o Cartório de Registro Civil das Pessoas Naturais do distrito foi extinto pelo  Tribunal de Justiça do Estado de São Paulo e seu acervo foi recolhido ao cartório do distrito sede.

### Saneamento
O serviço de abastecimento de água é feito pela Prefeitura Municipal de Pindorama.

### Energia
A responsável pelo abastecimento de energia elétrica é a CPFL Paulista, distribuidora do Grupo CPFL Energia.

### Telecomunicações
O distrito era atendido pela Telecomunicações de São Paulo (TELESP), que inaugurou a central telefônica utilizada até os dias atuais. Em 1998 esta empresa foi vendida para a Telefônica, que em 2012 adotou a marca Vivo para suas operações.

## Religião
O Cristianismo se faz presente no distrito da seguinte forma:

### Igreja Católica
- A igreja faz parte da Diocese de Catanduva[20].

### Igrejas Evangélicas
- Congregação Cristã no Brasil[21].